# İstanbul Cup 2006
İstanbul Cup 2006 — тенісний турнір, що проходив на відкритих кортах з ґрунтовим покриттям у Стамбулі (Туреччина). Це був другий за ліком Istanbul Cup. Належав до турнірів 3-ї категорії в рамках Туру WTA 2006. Тривав з 22 до 28 травня 2006 року.

## Очки і призові

### Нарахування очок
| Дисципліна       | П   | Ф  | ПФ | ЧФ | 1/8 | 1/16 | Q    | Q3   | Q2   | Q1  |
| Одиночний розряд | 120 | 85 | 55 | 30 | 16  | 1    | 7.25 | 3.75 | 2.25 | 1   |
| Парний розряд    | 120 | 85 | 55 | 30 | 1   | Н/Д  | 7.5  | Н/Д  | Н/Д  | Н/Д |

### Призові гроші
| Дисципліна       | П       | Ф       | ПФ     | ЧФ     | 1/8    | 1/16   | Q3   | Q2   | Q1   |
| Одиночний розряд | $30,500 | $16,450 | $8,840 | $4,745 | $2,250 | $1,370 | $735 | $395 | $215 |
| Парний розряд *  | $9,150  | $4,900  | $2,625 | $1,410 | $760   | Н/Д    | Н/Д  | Н/Д  | Н/Д  |

* на пару

## Учасниці основної сітки в одиночному розряді

### Сіяні учасниці
| Країна    | Гравчиня             | Рейтинг1 | Сіяна |
| --------- | -------------------- | -------- | ----- |
| Росія     | Анастасія Мискіна    | 13       | 1     |
| Німеччина | Анна-Лена Гренефельд | 14       | 2     |
| Росія     | Анна Чакветадзе      | 27       | 3     |
| Ізраїль   | Шахар Пеєр           | 32       | 4     |
| Індія     | Саня Мірза           | 35       | 5     |
| Колумбія  | Каталіна Кастаньйо   | 37       | 6     |
| Італія    | Мара Сантанджело     | 40       | 7     |
| Хорватія  | Єлена Костанич       | 53       | 8     |

1 Рейтинг подано станом на 15 травня 2006

### Інші учасниці
Нижче наведено учасниць, які отримали вайлдкард на участь в основній сітці:
- Ірина Коткіна
- Алісія Молік
- Іпек Шенолу

Нижче наведено гравчинь, які пробились в основну сітку через стадію кваліфікації:
- Таміра Пашек
- Уршуля Радванська
- Магдалена Рибарикова
- Анжелік Віджайя

### Знялись
- Мелінда Цінк (гастоентерит)
- Елені Даніліду (розтягнення лівого м'яза черева)
- Ірина Коткіна (запалення правого ліктя)

## Учасниці основної сітки в парному розряді

### Сіяні пари
| Країна    | Гравчиня             | Країна    | Гравчиня            | Рейтинг1 | Сіяна |
| --------- | -------------------- | --------- | ------------------- | -------- | ----- |
| Німеччина | Анна-Лена Гренефельд | США       | Меган Шонессі       | 15       | 1     |
| Італія    | Марія Елена Камерін  | Швейцарія | Еммануель Гальярді  | 98       | 2     |
| Греція    | Елені Даніліду       | Німеччина | Ясмін Вер           | 106      | 3     |
| США       | Ешлі Гарклроуд       | США       | Бетані Маттек-Сендс | 150      | 4     |

1 Рейтинг подано станом на 15 травня 2006

### Інші учасниці
Нижче наведено пари, що пробились в основну сітку через стадію кваліфікації:
- Агнешка Радванська /  Уршуля Радванська

Пари, що потрапили в основну сітку як щасливі лузери:
- Василіса Давидова /  Панова Ольга Олександрівна

### Відмовились від участі
Перед початком турніру
- Мелінда Цінк (gastroenteritis) → її замінила Davydova/Panova

Під час турніру
- Ешлі Гарклроуд (запалення правого плеча)
- Меган Шонессі (вивих правої шиколотки)

## Переможниці та фіналістки

### Одиночний розряд
- Шахар Пеєр —  Анастасія Мискіна, 1–6, 6–3, 7–6(7–3)[1]

Для Пеєр це був 3-й титул в одиночному розряді за кар'єру.

### Парний розряд
- Альона Бондаренко /  Анастасія Єкімова —  Саня Мірза /  Алісія Молік, 6–2, 6–4

І для Бондаренко, і для Єкімової це був перший титул в парному розряді за кар'єру.